# Prothiofos
Prothiofos ist ein Pflanzenschutzwirkstoff aus der Gruppe der Insektizide.

## Anwendung
Der Wirkstoff Prothiofos wird zur Bekämpfung von Insekten hauptsächlich bei dem Anbau von Obst, Gemüse, Mais, Zuckerrohr und Zierpflanzen eingesetzt. Er wirkt nicht systemisch als Kontakt- und Fraßgift. Zielorganismen sind blattfressende Insekten wie Raupen, Schmierläuse und Thripse. Dabei wirkt Prothiofos wie alle Organophosphatinsektizide als Cholinesterasehemmer.

## Synthese
Die Synthese von Prothiofos ist in der folgenden Reaktionssequenz beschrieben:

## Handelsname
Ein Pflanzenschutzmittel mit dem Wirkstoff Prothiofos wird unter den Handelsnamen Tokuthion und Bideron vermarktet.

## Zulassung
In der gesamten Europäischen Union sowie in der Schweiz sind keine Pflanzenschutzmittel zugelassen, die diesen Wirkstoff enthalten.